# Daria Kinzer
Daria Kinzer (ur. 29 maja 1988 w Aschaffenburgu) – chorwacka piosenkarka.
Reprezentantka Chorwacji z piosenką „Celebrate” w 56. Konkursie Piosenki Eurowizji (2011). Podczas występu towarzyszyły jej chórzystki z zespołu Rivers: Katarina Jurić, Irena Križ, Ana Jakšić i Jasenka Rutar, a także iluzjonista Siergiej Woroncow.

## Dyskografia

### Albumy
- Free – 2Nice[5]

### Single
- 2007 – „Get ready to start”[5]
- 2011 – „Celebrate”[5]